# Nona Gaprindaszwili
Nona Gaprindaszwili (gruz. ნონა გაფრინდაშვილი; ur. 3 maja 1941 w Zugdidi) – gruzińska szachistka, mistrzyni świata w szachach w latach 1962–1978. Pierwsza przewodnicząca Gruzińskiego Narodowego Komitetu Olimpijskiego.

## Kariera szachowa

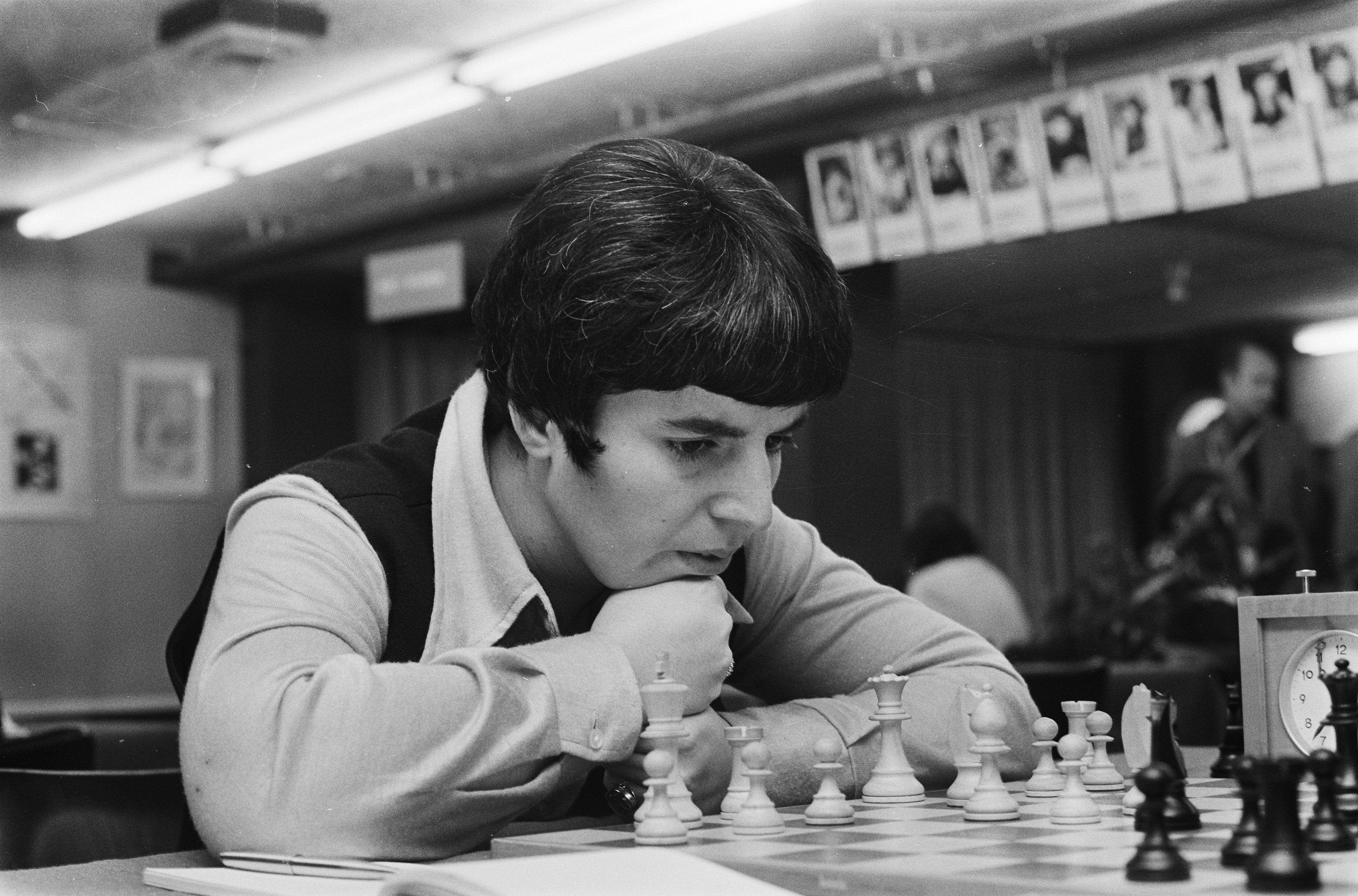
Nona Gaprindaszwili, Wijk aan Zee 1975

W 1961 roku w wieku dwudziestu lat Gaprindaszwili efektownie zadebiutowała w turnieju pretendentek do meczu o mistrzostwo świata kobiet, zdobywając 13 punktów z 16 (+10 -0 =6). Rok później w Moskwie zdeklasowała Elizawietę Bykową w meczu o tytuł mistrzyni świata (+7 -0 =4). Przez następne szesnaście lat była niekwestionowaną królową szachów. W kolejnych cyklach rozgrywek obroniła tytuł, trzykrotnie wygrywając z najgroźniejszą rywalką, Ałłą Kusznir: w 1965 roku w Rydze, w 1969 roku w Tbilisi i Moskwie oraz w 1972 roku ponownie w Rydze. W 1975 roku w Tbilisi pokonała swoją rodaczkę Nanę Aleksandriję 8½ – 3½.
Dominacja Nony Gaprindaszwili w kobiecych szachach spowodowała gwałtowny wzrost popularności szachów w Gruzji i zaowocowała całą plejadą znakomitych szachistek z tego kraju. Najbardziej utalentowaną z nich była Maja Cziburdanidze, która w wieku siedemnastu lat zdołała przedrzeć się przez sito eliminacji i przystąpić do meczu z Gaprindaszwili. W 1978 roku w Tbilisi dotychczasowa mistrzyni musiała oddać swój tytuł po emocjonującym i wyrównanym meczu, przegranym w stosunku 6½ – 8½. Po utracie tytułu Gaprindaszwili przez wiele lat uczestniczyła w rozgrywkach o mistrzostwo świata (dwukrotnie w meczach pretendentek, w 1980 i 1983 roku i trzykrotnie w turniejach pretendentek, w 1988, 1990 i 1992 roku), nigdy jednak nie zdołała się zakwalifikować do decydującego meczu z panującą mistrzynią. W 2001 roku w Moskwie została wyeliminowana w I rundzie przez Martę Zielińską na mistrzostwach świata rozgrywanych systemem pucharowym.
Gaprindaszwili odnosiła liczne sukcesy w turniejach radzieckich i międzynarodowych. Była pięciokrotną mistrzynią Związku Radzieckiego. Jako jedna z nielicznych kobiet, a pierwsza po Verze Menchik, z powodzeniem brała udział w silnych turniejach szachowych, zdominowanych przez mężczyzn. W 1963 roku w Hastings wygrała turniej B, kwalifikując się do rozegranego rok później elitarnego turnieju, w którym zajęła piąte miejsce (wygrała wówczas cztery partie i zremisowała ze zwycięzcą turnieju, Paulem Keresem). W 1976 roku zajęła drugie miejsce w turnieju szwajcarskim w Sandomierzu, rok później podzieliła z Oscarem Panno, Jurijem Bałaszowem i Dragutinem Sahoviciem pierwsze miejsce na turnieju w Lone Pine. W 1978 roku Międzynarodowa Federacja Szachowa FIDE przyznała jej, jako pierwszej kobiecie, tytuł arcymistrza (obok tytułu arcymistrzyni, który otrzymała w 1976 roku). Na przełomie 1982 i 1983 r. zwyciężyła w kolejnym międzynarodowym turnieju, rozegranym w Reggio Emilii.
W latach 1995 i 2009 dwukrotnie zdobyła tytuły mistrzyni świata „weteranek”, była również dwukrotną wicemistrzynią świata (2010, 2013) – w kategorii powyżej 50 lat, jak również mistrzynią świata w kategorii powyżej 65 lat (2014).
Wielokrotnie reprezentowała ZSRR i Gruzję w turniejach drużynowych, m.in.:
- dwunastokrotnie na olimpiadach szachowych (w latach 1963, 1966, 1969, 1972, 1974, 1978, 1980, 1982, 1984, 1986, 1990, 1992); dziewiętnastokrotna medalistka: wspólnie z drużyną – jedenastokrotnie złota (1963, 1966, 1969, 1972, 1974, 1978, 1980, 1982, 1984, 1986, 1992) i srebrna (1990) oraz indywidualnie – czterokrotnie złota (1978 – na II szachownicy, 1980 – na II szachownicy, 1986 – za wynik rankingowy, 1986 – na III szachownicy), dwukrotnie srebrna (1982 – na III szachownicy, 1984 – na III szachownicy) i brązowa (1984 – za wynik rankingowy)[3],
- na drużynowych mistrzostwach świata (w roku 1997)[4].

Najwyższy ranking w karierze osiągnęła 1 lipca 1987 r., z wynikiem 2495 punktów zajmowała wówczas 2. miejsce (za Mają Cziburdanidze) na światowej liście FIDE.
W 1997 r. FIDE ufundowała Puchar Nony Gaprindaszwili (ang. The Nona Gaprindashvili Cup) dla kraju, którego obie reprezentacje (męska i kobieca) zdobyły podczas szachowej olimpiady najwięcej punktów spośród wszystkich uczestniczących nacji. Po raz pierwszy Puchar ten został przyznany podczas olimpiady w Eliście (1998).
W 2015 odznaczona Prezydenckim Orderem Doskonałości.